# 샤먼 대학

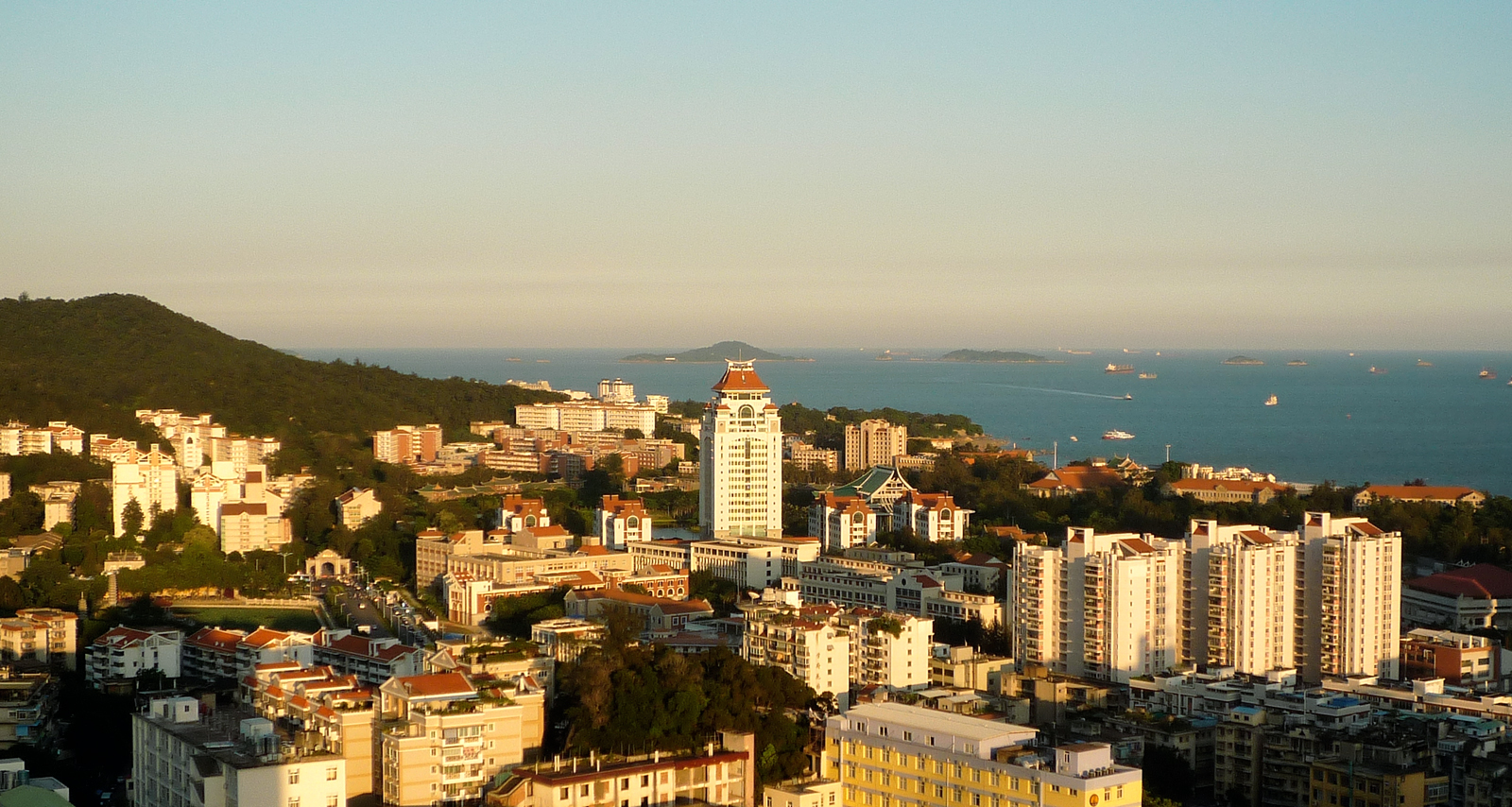

샤먼대학(중국어 간체: 厦门大学, 정체: 廈門大學, 병음: Xiàmén Dàxué、영어: Xiamen University, 라틴어: Universitas Amoiensis, 하문대학, 아모이대학)은 싱가포르의 고무왕으로 불리는 저명한 화교지도자인 천자껑(陈嘉庚)이 1921년에 "교육입국의 근본”이란 신념하에 고향 하문에 투자하여 설립한 중국 근대교육 역사상 최초로 화교가 창설한 대학이다.  중화인민공화국 교육부 직속 대학, 국가중점대학 중 하나이다. 중국 동남지역에서 학술수준이 가장 높고, 가장 훌륭한 종합대학으로 알려져 있다. 샤먼대학은 국가 211공정과 985공정의 중점건설에 속하는 최고 수준의 대학이며 다양한 학과와 충분한 교사역량을 가지고 있는 중국내 일류대학이자 국제적으로 영향력이 있는 명문 종합대학이다. 2016년 기준 한국인 유학생은 약 100여명 정도이다.

### 매력적인 항구도시샤먼(하문)[1]
하문은 중국 동남부에 위치해 있는 현대화된 항구도시로 중국의 5대 경제 특구의 하나이다. 대만과 바다를 사이에 두고 마주하고 있으며, 경치가 수려하고 여름에는 무덥지 않고 겨울에는 춥지 않아 생활하기에 매우 좋다. "유엔 해비타트상(UN Habitat Scroll of Honor Award)" 수상의 영광과 “국제화원도시”의 칭호를 가지고 있으며 미국 닉슨 전 대통령은 하문을“동방의 하와이”라고 칭찬하였다. 하문 시민들은 열정적이고 교양이 있으며 소박하고 온화하고 따스한 생활을 하고 있어 사업, 학습, 생활하기 가장 적합한 도시중 하나이다.

### 대학교개황
샤먼대학은 완벽한 교육, 과학연구 설비와 공공 서비스 시스템을 갖추고 있다. 학교 면적은 620만m2(샤먼캠퍼스 146만m2, 장저우캠퍼스 171만m2, 샹안캠퍼스 243만m2, 말레이시아캠퍼스 60.7만m2)이며 산을 등지고 바다를 마주하고 있어 중국에서 공인하는 제일 아름다운 캠퍼스중 하나이다. 대학(27개)와 학과(76개)와 17개 연구센터를 가지고 있으며, 현재 재학생은 약 4만여명이고 2500여명으로 된 교수진을 갖추고 있다. 그중 교수, 부교수가 1779명, 중국과학원/중국공정원 원사 22명이 재직하고 있다. 도서관은 460여만권에 달하는 도서를 소장하고 있고 캠퍼스인터넷 네트워크구축에서도 중국전국에서 가장 높은 수준을 유지하고 있다. 현재 300여개 해외대학과 자매결연을 맺고 있고, 매년 해외유학생 2000여명을 받아들이고 있다.
샤먼대학교 말레이시아 분교는 2015년 500명의 학생을 모집할 계획이며 2020년에는 5000명, 최종 10000명의 학생을 모집하려고 계획하고 있다. 주요 학생은 말레이시아 및 중국 기타 국가(아시안 각국)에서 모집하며, 초기 계획은 정보과학과 기술, 해양과 환경, 경제와 관리, 중국 언어와 문화, 의학 등 5개 학부의 개설이다. 하문대학 말레이시아 분교는 중국의 유명 대학이 설립한 첫번째 해외 분교이자 말레이시아에 설립한 중국 대학의 분교로서 하문대학교 국제화 교육의 아름다운 효시가 될것이다.

### 캠퍼스
샤먼대학은 하문만을 둘러싸고 있고 대만과 마주하고 있으며 산과 바다와 인접하여 세계에서 가장 아름다운 대학중의 하나로 불린다. 하문섬 남쪽에 위치한 쓰밍(思明)캠퍼스의 정문은 남보타사 정문과 인접하고 있으며, 바이청(白城) 교문은 아름다운 백사장 및 후리산(胡里山)포대와 인접하여있다. 하문시 상안구에 위치한 상안(翔安)캠퍼스는 북쪽으로는 향산풍경구와 남쪽으로는 바다와 인접해 있으며 경치가 아름답다 교통이 편리하다. 캠퍼스내에는 호수와 산이 어우러져 경치가 아름다우며 중국과 서양의 장점을 융합한 “가경건축양식”은 정교하고 훌륭한 건축물을 만들어내었다.
샤먼대학교 말레이시아 분교는 2015년 500명의 학생을 모집할 계획이며 2020년에는 5000명, 최종 10000명의 학생을 모집하려고 계획하고 있다. 주요 학생은 말레이시아 및 중국 기타 국가(아시안 각국)에서 모집하며, 초기 계획은 정보과학과 기술, 해양과 환경, 경제와 관리, 중국 언어와 문화, 의학 등 5개 학부의 개설이다. 하문대학 말레이시아 분교는 중국의 유명 대학이 설립한 첫번째 해외 분교이자 말레이시아에 설립한 중국 대학의 분교로서 하문대학교 국제화 교육의 아름다운 효시가 될것이다.

### 교수
하문대학교는 인재를 중시하며 최고 수준의 교수진들이 모여 있으며 저명한 과학자와 일류학자들을 배양하는 “인재의 고지”이다. 현재 교수진 2678명중 교수, 부교수는 1713명으로 전체의 64%를 차지한다.하문대학교는 특히 교수내원의 다원화와 국제화를 중시하며 2013년 신입교수 127명중 해외에서 박사 학위를 취득한 교수는 39명으로 전체의 30.7%를 차지한다.
하문대학교에는 다양한 학과가 개설되어 있고 강의특색이 선명하다. 대학원, 27개의 대학, 76개의 학과, 17개의 연구센터가 있다. 인문과학, 사회과학, 자연과학, 공학과 기술과학, 관리과학, 예술과학, 의학과학 등을 포함하는 완벽한 학과체계를 갖추고 있다.

### 국제교류
하문대학교는 개방식 교육을 견지하며 국제화 전략을 실시한다. 다국적 글로벌 교육 협력에 적극적으로 참가하며 이미 해외 300여개의 학교와 파트너관계를 형성하였으며 세계 5대주에 16곳의 공자학원을 설립하였고 그 확장부분은 “글로벌 프로젝트 교육 교류 항목（GE3）”,“글로벌 8개 학교 연맹”, 유럽연맹 “에라스무스 문두스 프로젝트”, “아세안 대학연맹”, “환황해 대학연맹”등 다원화 협력 플랫폼이 포함되며, 교수와 학생이 함께 교류하고 연구하며 공동으로 국제학술회의 등을 조직한다. 또한 “홋카이도 대학교의 날”,  “샌디에이고 주립대학교의 날”,“ 사우스햄튼 대학교의 날”, “중일 대학 학교장 포럼”을 개최하고, 국외 협력대학교에서는 “하문 대학교의 날”을 개최하여 상호간 이해를 다지고 긴밀한 협력을 한다. 학생들은 재학기간동안 해외 유명 대학에 가서 학술 교류 및 심도있는 연구를 할 수 있다.

### 장학금
샤먼대학교는 국내외 다른 학교와 비교해 학비, 기숙사비, 생활비등의 혜택이 많아 이는 유학생들이 하문대학교를 선택하는 원인이 되기도 한다. 성적이 우수한 유학생은 중국정부장학금, 공자학원장학금, 공자신한학(新汉学)계획장학금, 복건성 정부장학금과 하문대학교장학금등 여러 종류의 장학금을 신청할 수 있다. 장학금에는 학비, 생활비, 기숙사비, 의료비, 보험비등이 전부 혹은 부분적으로 포함된다.

### 기숙사
학교 기숙사는 시설이 깨끗하고 바다를 전망할 수 있으며 공기가 맑고 주변 환경이 조용하며 공공서비스 시설이 모두 갖추어져 있다. 유학생 서비스 센터에서는 식음료, 레저 및 일상용품 등을 구입할 수 있다. “샤먼대학교의 식음료”는 명성이 자자하며 유학생들은 학교내의 수십여곳의 식당을 자유자재로 선택하여 전국 각지 요리를 맛볼 수 있다.

### 시설과 도서관
샤먼대학교에는 완벽한 교육체계와 과학연구 시설 및 공공서비스 체계가 있다. 도서관 장서는 430만권, 전자서적은37330GB이며 교내 초고속 인터넷 설치 규모 및 수준은 중국 전대학중 앞자리를 차지한다. 도서관 사이트에는 100여개의 각종 학술연구 데이터베이스가 있다. 학생들은 각종 문헌을 편리하게 검색할 수 있고 도서관간 상호 대출도 할 수 있어 중국 유명 대학과 영미일한등 기타 국가 대학도서관의 소장서적을 읽을 수 있다. 학교도서관, 강의동, 식당, 학생활동센터등 공공장소에서는 모두 와이파이를 사용할 수 있다. 축구장, 테니스장, 배드민턴장, 수영장, 골프 연습실, 피아노실, 콘서트홀등 체육과 문화시설이 모두 갖추어져 있다.

### 캠퍼스 생활
피부색이 다른 유학생들은 비록 몸은 타지에 있지만 인문정신에 바탕을 둔 관심과 배려로 “집”같은 편안함을 느낄 수 있다. 학교장은 2주에 한번씩 「학교장과의 만남」이라는 조찬회를 열어 친히 학생들의 건의를 들으며, 매주 정해진 시간에 중국어, 영어, 프랑스어등 언어모임을 한다. 학교 공공장소에 배치되어 있는 열 대의 피아노는 교수와 학생들이 자유롭게 이용할 수 있다. 매년 실시되는 “한어교(汉语桥)”는 “유학생 중국어 말하기대회”, “외국어 노래대회”등 다양한 활동이 많아 유학생들의 많은 호응을 얻는다. 학교는 유학생들이 성탄절, 살수절등 자국의 중요한 명절을 즐겁게 보낼 수 있도록 돕는다. 유학생들은 농후한 중국 고유의 학술 문화를 체험할 수 있으며 부용호숫가에서 태극권을 연습하고 태극검을 휘두르는것은 이미 학교의 독특한 경치가 되었다.

## 연혁
- 1921년 4월06일　사립 샤먼대학 설립
- 1924년　학원분쟁으로 일부 교수와 학생이 분리하여 상하이로 이전, 大夏大學（現華東師範大學）설립
- 1937년　국립 샤먼대학으로 개칭
- 1938년　푸잰성 창띵현으로 이전
- 1946년　푸잰성 샤먼시로 이전
- 1950년　샤먼대학으로 개칭
- 1952년　공학부 항공학과를 분리하여、베이징 항공학원（現北京航空航天大學）을 설립
- 1952년　공학부 전기,토목,기계학과의 일부를 浙江大學에 편입
- 1952년　공학부 전기,기계학과의 일부를 난징공학원（現東南大學）에 편입
- 1952년　공학부 토목,건축학과의 일부를 同濟大學에 편입
- 1952년　공학부 수력학과를 분리하여 화뚱수력학원（現河海大學）을 설립
- 1952년　이학부 해양학과 물리전공을 山東大學에 편입
- 1952년　러시아어학과를 南京大學에 편입
- 1952년　푸저우대학 재정경제학부를 샤먼대학에 편입
- 1952년　농학부를 분리하여 푸잰농학원（現福建農林大學）을 설립
- 1952년　정치법학부를 분리하여 화뚱정법학원（現華東政法大學）을 설립
- 1953년　상학부 경영학과를 상하이재정학원（現上海財經大學）에 편입
- 1954년　문학부 교육학과를 푸잰사범교육학원（現福建師範大學）에 편입
- 1958년　화학과, 물리학과, 수학과의 일부를 福州大學에 편입
- 1959년　이학부 해양학과를 싼둥해양학원（現中國海洋大學）에 편입
- 1962년　국가중점대학으로 인정
- 1963년　교육부직속 국가중점대학으로 인정
- 1969년　華僑大學 외국어학과를 샤먼대학에 편입
- 1969년　푸잰성 관할로 됨
- 1970년　集美航海學校를 샤먼대학에 편입
- 1973년　항해학과를 분리하여 集美航海學校（現集美大學）를 설립
- 1978년　교육부직속 국가중점대학으로 인정
- 1995년7월　211프로젝트에 선발
- 2001년2월　985프로젝트에 선발
- 2001년　장저우캠퍼스 착공
- 2002년　소프트웨어학부 설립
- 2003년　장저우캠퍼스 완공
- 2004년　985프로젝트 2기중점건설대학으로 선발
- 2010년　샹안캠퍼스 착공
- 2012년　말레이시아 캠퍼스 설립(2015년9월~학생모집예정)

## 대학
- 인문대학
  - 중국어문학과
  - 희극영사문학과
  - 역사학과
  - 고고학과
  - 철학과
  - 인류학과
- 저널리즘대학
  - 저널리즘학과
  - 방송통신학과
  - 광고학과
- 외국어문화대학
  - 영어영문학과
  - 일어일문학과
  - 불어불문학과
  - 유럽어문학과（러시아어・독일어・프랑스어）
  - 외국어 교양부
- 법과대학
  - 법학과
- 공공사업대학
  - 정치학과
  - 공공관리학과
  - 사회학과
- 국제관계대학
  - 국제정치학과
- 상경대학
  - 경제학과
  - 금융학과
  - 금융공정학과
  - 보험학과
  - 재정학과
  - 세무학과
  - 넷 경제학과
  - 통계학과
  - 정보관리학과
  - 국제무역학과
- 경영대학
  - 회계학과
  - 경영학과
  - 경영과학과
  - 관광학과
- 예술대학
  - 음악학과
  - 음악연출학과
  - 미술학과
  - 예술설계학과
  - 회화학과
- 수학대학
  - 응용수학과
  - 계산수학과
- 물리과학기술대학
  - 물리학과
  - 전자정보기술학과
  - 미전자학과
  - 천문학과
  - 음향학과
- 항공대학
  - 기계설계재조＆자동화학과
  - 기전공학과
  - 비행공정학과
- 화학공학대학
  - 화학과
  - 화학생물공정학과
  - 화학생물학과
  - 생물공정학과
- 재료공학대학
  - 재료과학과
  - 생물재료학과
- 생명과학대학
  - 생물학과
  - 생물기술학과
  - 생물의학학과
  - 농업생물기술학과
- 해양환경대학
  - 해양학과
  - 해양기술학과
  - 환경과학과
- 과학기술대학
  - 컴퓨터과학과
  - 자동차학과
  - 전자공학과
  - 통신공학과
  - AI기술학과
- 소프트웨어대학
  - 소프트웨어학과
  - 디지털디바이스학과
- 토목건축대학
  - 건축학과
  - 토목학과
  - 도시계획학과
- 의과대학
  - 임상의학과
  - 한의학과
  - 간호학과
- 약과대학
  - 약학과
- 공공위생대학
  - 예방의학과
- 해외교육대학
  - 대외한어학과 (경제무역계열/문화교육계열)
- 국제대학
- 남양연구원
- 타이완연구원
- 교육연구원
- 국학연구원
- 왕야난경제연구원
- 에네르기자원연구원
- 성인교육대학

## 한국 협정교류 대학
- 인하대학교
- 이화여자대학교
- 성균관대학교
- 중앙대학교
- 한양대학교
- 목포대학교
- 고려대학교
- 건국대학교
- 영남대학교
- 숙명여자대학교
- 덕성여자대학교
- 경북대학교

## 부속기관・시설
- 부속 유치원
- 부속 옌우소학교
- 부속 실험중학교
- 부속 과기중학교
- 부속 중산병원
- 부속 제1병원
- 부속 동남병원
- 부속 동방병원
- 부속 샤먼안과센터
- 부속 성공병원

## 캠퍼스
- 샤먼캠퍼스（샤먼시 쓰밍구）：면적 146만m2
- 장저우캠퍼스（푸잰성 장저우시）：면적 171만m2
- 샹안캠퍼스（샤먼시 샹안구）：면적 243만m2
- 말레이시아캠퍼스（말레이시아 Salak Tinggi）：면적 60.7만m2